# Дом Барановой
Дом купчихи М. М. Барановой — особняк в городе Перми, являющийся памятником архитектуры. Располагается по адресу Петропавловская улица, 51.

## История
Двухэтажный каменный дом был построен в конце XIX в. и принадлежал купчихе Марии Михайловне Барановой. Она владела магазинами на Чёрном рынке, в которых продавалась бакалея и колониальные товары, а её муж Григорий Иванович Баранов торговал пряниками и кренделями, которые пеклись в его доме.
Свой большой дом купчиха сдавала внаём, что приносило ей неплохой доход. Здесь размещалось товарищество «Караван», которое торговало чаем и сахаром; на первом этаже находились магазины: магазин калош и резиновых изделий Л. Нейшеллера, магазин бакалейных и колониальных товаров Садриева, магазин детских игрушек Д. В. Белоглазова. Кроме того, в здании были и мастерские: скорняжная мастерская Г. А. Бровских, шорная мастерская И. П. Якимова, переплётная мастерская А. А. Князева. Некоторые комнаты на втором этаже сдавались внаём — здесь в 1904 г. жили все артисты антрепризы А. А. Кравченко.
В июне 1909 г. пермский купец А. И. Кудряшов и мещанин А. С. Рякин обратились в Городскую Думу с просьбой разрешить установить кинематограф на верхнем этаже дома Барановой. Просьба была удовлетворена, и 9 июля 1909 г. в «Пермских губернских новостях» было опубликовано сообщение, что в доме Барановой открыт «Модерн» — третий электротеатр Перми. Впоследствии кинотеатр переехал в другое, специально для него построенное здание.
После Октябрьской революции в 1925 г. в здании расположились столовая, чаеуправление и квартиры. В 1926—1928 гг. в доме функционировал почтамт, а в 1930-е гг. — клуб речников имени Сталина.
В настоящее время здесь находится Управление Федеральной службы государственной регистрации, кадастра и картографии по Пермскому краю.